# Принцип опажајности
Принцип опажајности је педагошки принцип који захтева деловање директним и индиректним средствима, односно примерима, предметима, појавама, а у циљу да се настава учини очигледном. Коменски је очигледност у настави назвао „златним правилом“ наставе. 

## Пожељне активности васпитача
Како би наставу учинио очигледном, потребно је да наставник прикаже оне примере, односно предмете и појаве који су доступни дечјим чулима. „Сликање речима“ би при томе представљало унутрашњу очигледност (на пример када се користе аналогије за објашњење неких појмова), а показивање модела, слика, предмета и појава - спољашњу очигледност. За ученике је ово најприступачнији начин уочавања и усвајања наставних и других садржаја, вештина и навика.